# Marina Montini
Marina Montini (Rio de Janeiro, 10 de janeiro de 1948 — Rio de Janeiro, 20 de março de 2006) foi uma atriz e modelo brasileira.

## Primeiros anos
Nascida no bairro carioca de Vila Isabel, logo cedo fez balé clássico e caratê. Aprendeu a desfilar após ser escolhida "Miss Renascença" e "Miss Guanabara", tendo então sido convidada para ser modelo da Bloch Editores. A partir daí sua carreira deslanchou.

## Carreira
Como modelo, manequim e atriz, foi vencedora de vários concursos de beleza, com carreiras no Brasil e no exterior. Morou na Alemanha e na Itália. Foi retratada por uma série de desenhistas e pintores e posou para os principais fotógrafos, por onde passou.
Posteriormente tornou-se rainha do bloco de embalo Bafo da Onça e foi lançada por Jair de Taumaturgo num programa da TV Rio. Em 1965, recebeu o título de "Mulata Quarto Centenário", e já nos anos 1970 ficou um ano em cartaz no "Golden Room" do Copacabana Palace como dançarina e modelo do show "Rio Zé Pereira". Depois, Ricardo Amaral a levou para a casa noturna que tinha na Champs Elysées, em Paris. Estourou na década de 1970, quando foi capa das principais revistas brasileiras, como a Manchete e Playboy. Contudo, ela veio a ficar imortalizada pelas mãos do pintor Di Cavalcanti, para quem posou durante sete anos e de quem se tornaria a grande musa inspiradora. A primeira vez que o pintor a viu foi num imenso outdoor anunciando pneus. Marina tinha então 17 anos e era uma estonteante Mulata de 1m80, boca carnuda e corpo exuberante.
Mais tarde, participaria de filmes brasileiros, como "Pecado Mortal", "Os Paqueras" e "Um Whisky Antes, um Cigarro Depois", entre outros, além de produções italianas e estadunidenses. Foi destaque em uma produção de Glauber Rocha em homenagem ao artista Di Cavalcanti. O teatro veio logo em seguida, juntamente com os espetáculos de Abelardo Figueiredo. Em 1986, no desfile das escolas de samba foi destaque do carro abre-alas da União da Ilha do Governador, carro esse em formato da palavra "ilha", no enredo desenvolvido pelo saudoso Arlindo Rodrigues "Assombrações".

## Morte
Com o agravamento da saúde (ela sofria de cirrose), bem como das dificuldades financeiras, Marina passou oito meses morando no Retiro dos Artistas, em Jacarepaguá, entre 2003 e 2004, onde chegou muito doente, em virtude do álcool, mas conseguiu se recuperar. Em 20 de março de 2006, aos 58 anos, ela faleceu em decorrência de um quadro de insuficiência hepática, de acordo com o boletim médico do Hospital dos Servidores do Estado, no Rio de Janeiro.
Marina era viúva e não deixou filhos.

## Filmografia
- Di Cavalcanti (1977)
- À Sombra da Violência (1975)
- Uma Nega Chamada Tereza (1973)
- Jerônimo, o Herói do Sertão (1972)
- Pecado Mortal (1970)
- Parafernália — o Dia da Caça (1970) .... a mulata[1]
- Um Uísque Antes, um Cigarro Depois (1970)
- Vinte Passos para a Morte (1970)
- Os Paqueras (1969)